# Kościół św. Mikołaja w Złotoryi
Kościół świętego Mikołaja – rzymskokatolicki kościół cmentarny należący do parafii św. Jadwigi Śląskiej.

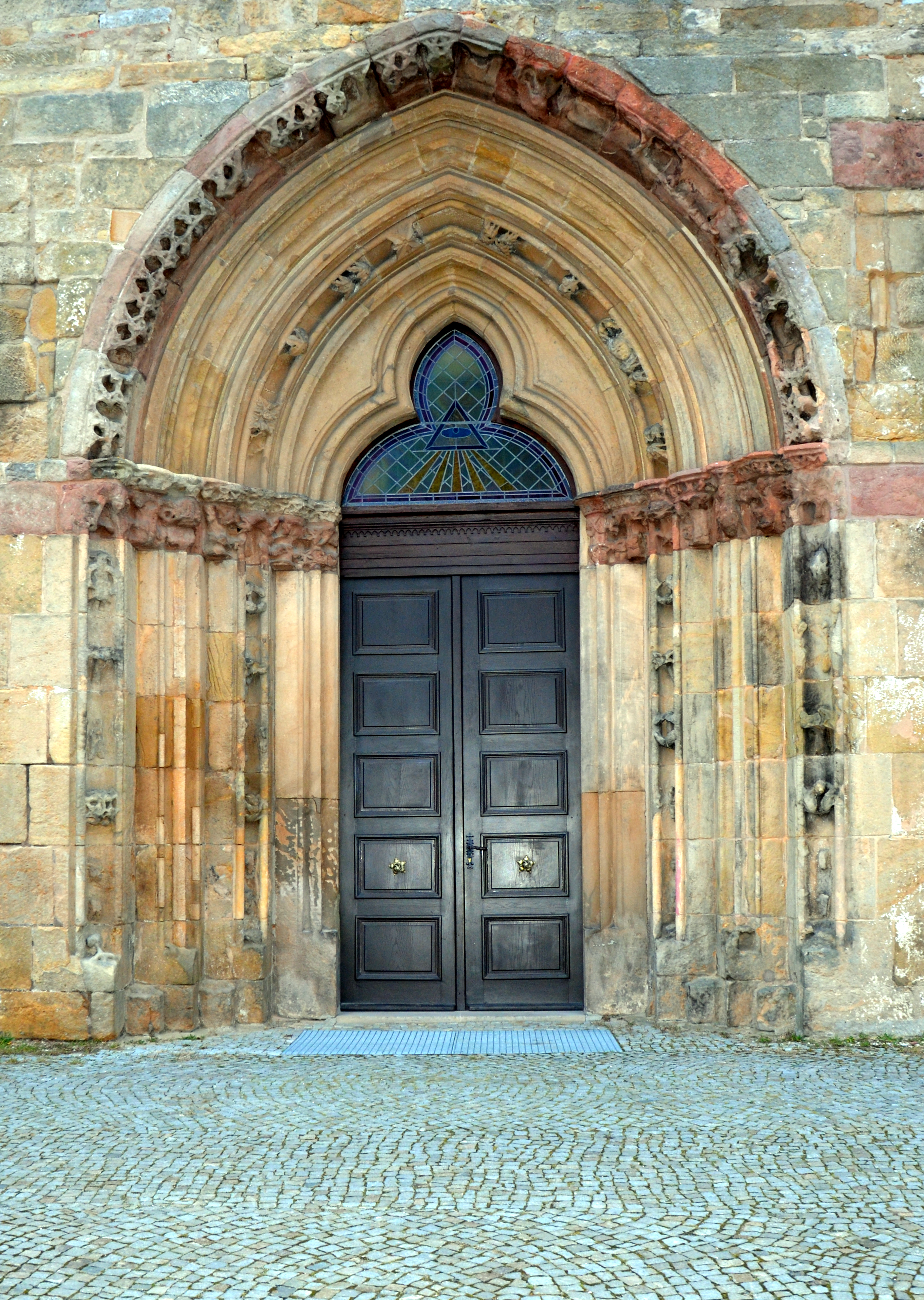
Portal

Jest to świątynia wybudowana poza obrębem średniowiecznych murów miejskich w 1. połowie XIV wieku, następnie została gruntownie przebudowana w XIX wieku. Kościół składa się z jednej nawy, jest budowlą murowaną wzniesioną z kamienia, posiadającą gotycką bryłę. W fasadzie zachodniej zachował się bogato rzeźbiony ostrołukowy portal kamienny, a na ścianach kilka nagrobków i epitafiów z XVII i XVIII wieku.